# Tierras Altas de Brno
Las Tierras Altas de Brno (en checo : Brněnská vrchovina, en alemán : Brünner Bergland) son una cadena montañosa en Moravia, República Checa. Las Tierras Altas, junto con el umbral de las Tierras Altas de Jevišovice, forman la parte de Moravia Meridional de la Zona de Moldanubia - parte sureste del Macizo de Bohemia.

## Geografía
Las Tierras Altas de Brno se elevan al norte del Thaya entre Miroslav, y Prostějov y Litovel en el norte. Las tierras altas tienen una superficie de 1.554 kilómetros cuadrados y una altura media de 502 metros. El pico más alto es el Skalky, con 735 metros; otros picos son el Paprč, con 721 metros, el Babí lom, con 562 metros, el Proklest, con 574 metros, el Kopeček, con 479 metros, y el Dvorská, con 269 metros.
Al sureste se encuentra el valle de Dyje-Svratka (Dyjsko-svratecký úval). Al norte se encuentra el Alto Valle de Morava (Hornomoravský Uval). Al sureste se encuentra la puerta Vyškov y el valle de Dyje-Svratka (Dyjsko-svratecký úval). La línea fronteriza sureste de las tierras altas de Brno es también la frontera principal de dos grandes provincias geológicas: la corteza extendida (Macizo de Bohemia) y la orogenia (Cárpatos)
La cordillera del sur está parcialmente vallada y contiene varios viñedos que forman parte de la subregión vinícola (vinařská podoblast) Mikulovská. La mayoría de las Tierras Altas son, desde 1956, parte de la gran reserva natural del Karst de Moravia.
La composición primaria de la cordillera es granodiorita carbonífera y flysch.

Los ríos Svitava, Svratka y Jihlava, entre otros, se originan aquí. Las ciudades de la zona incluyen Brno (solo en la parte norte y oeste), Blansko y Boskovice .

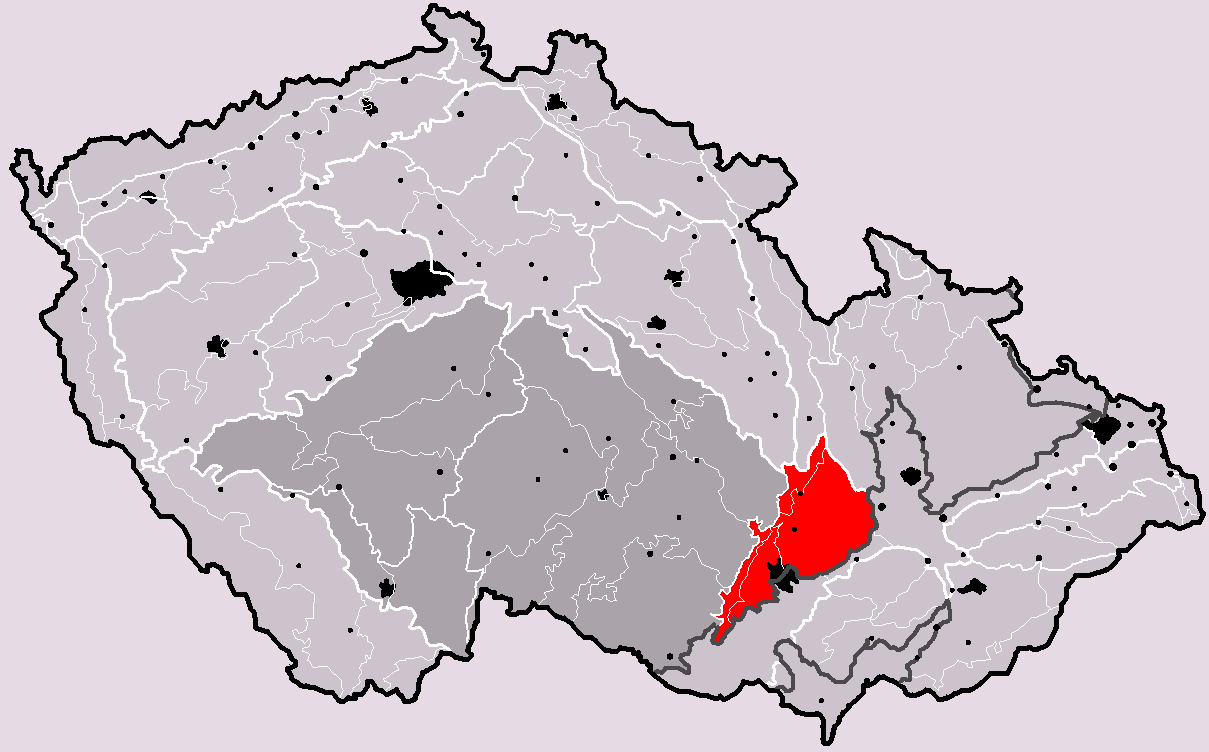
Mapa del sistema geológico de Moravia

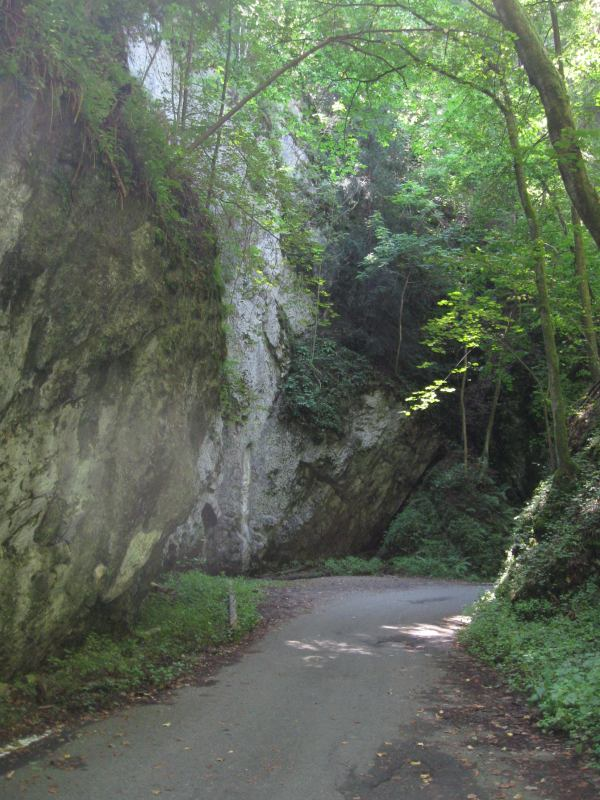
Cañón de Suchý žleb
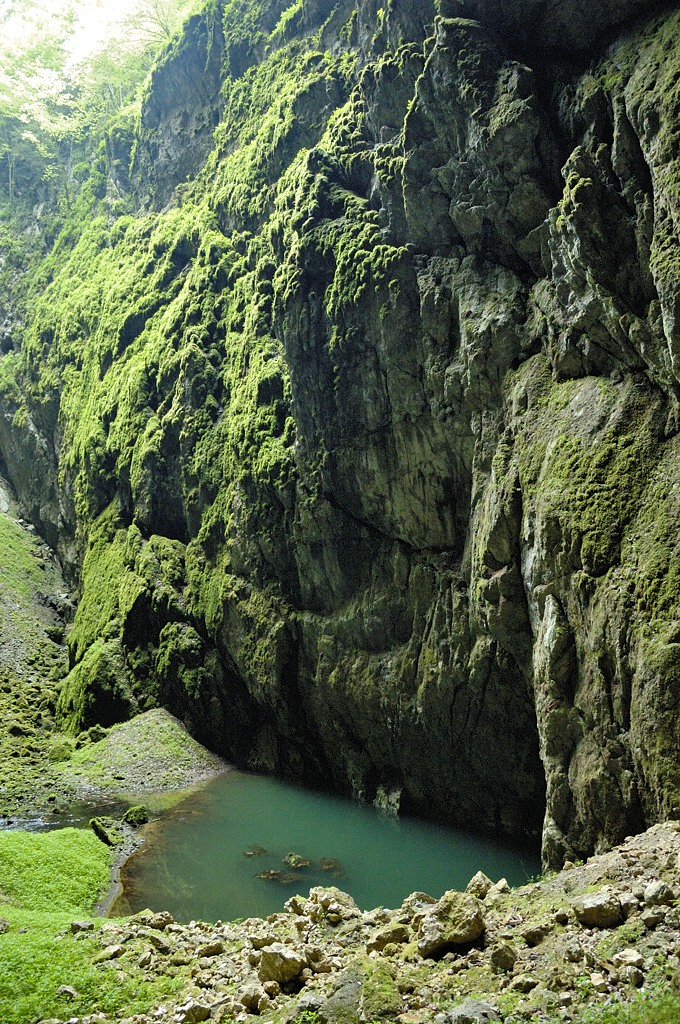
Lago en Quebrada de Macocha
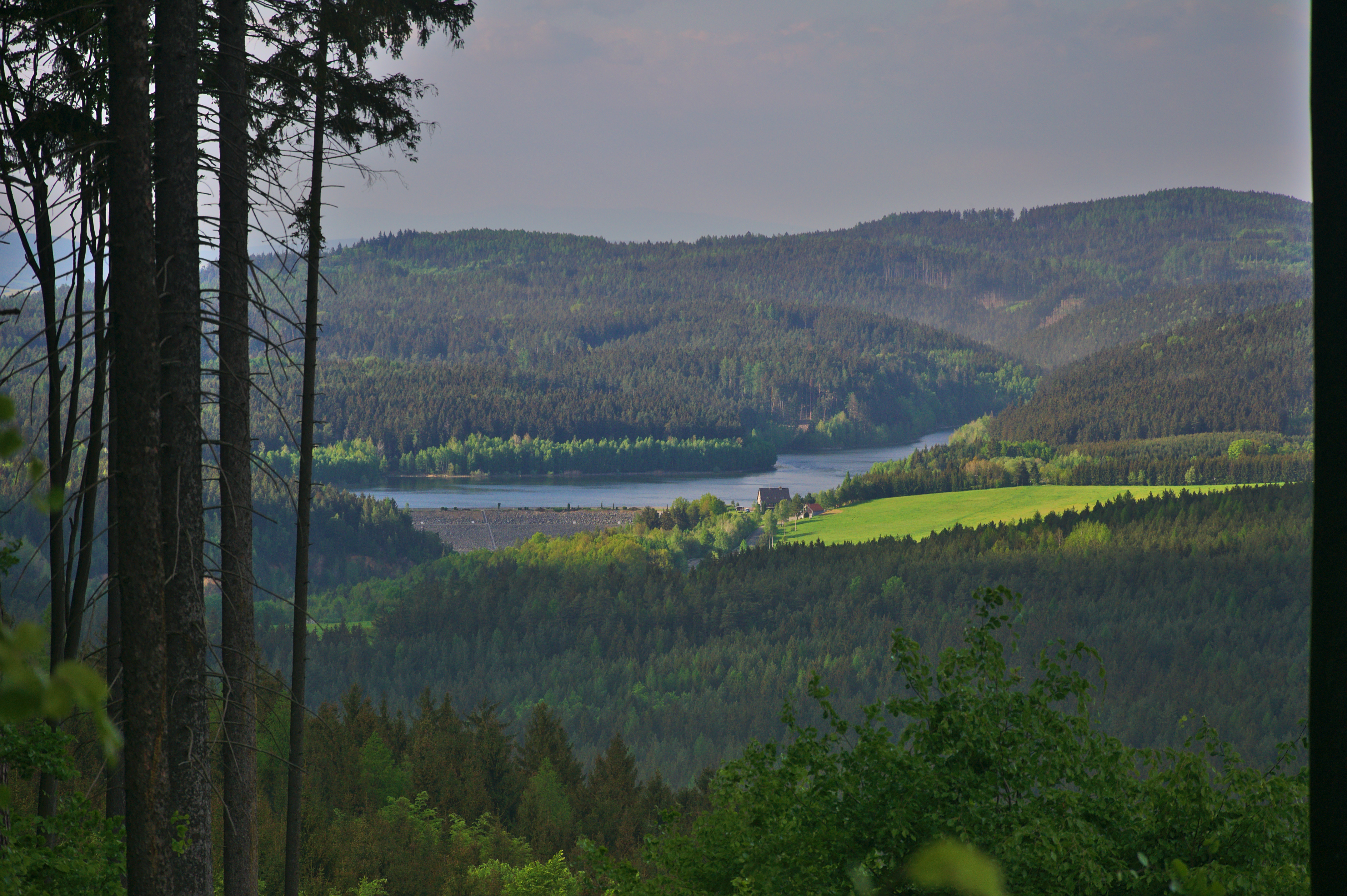
Lago Boskovice
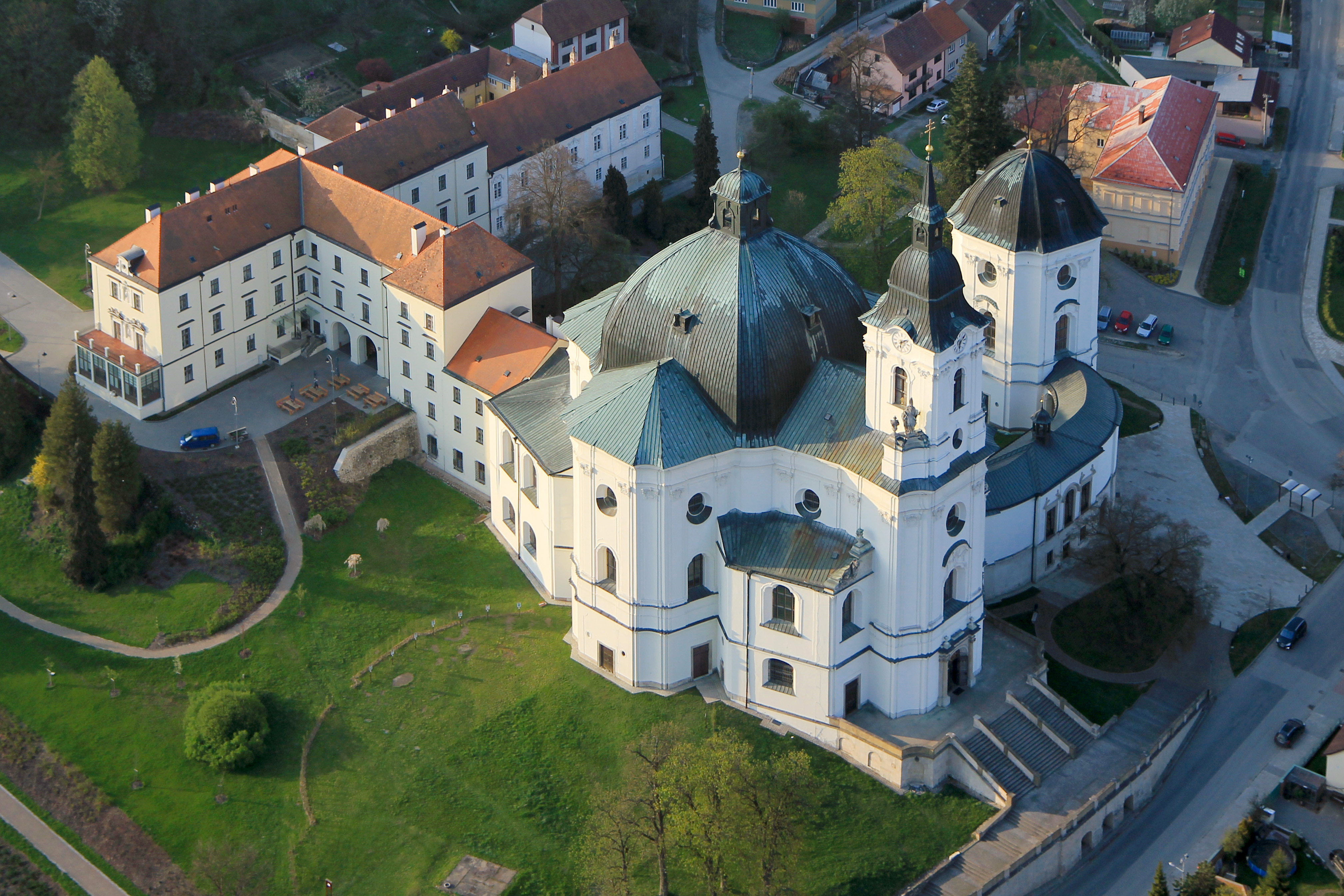
Iglesia de Křtiny